# Megasequía

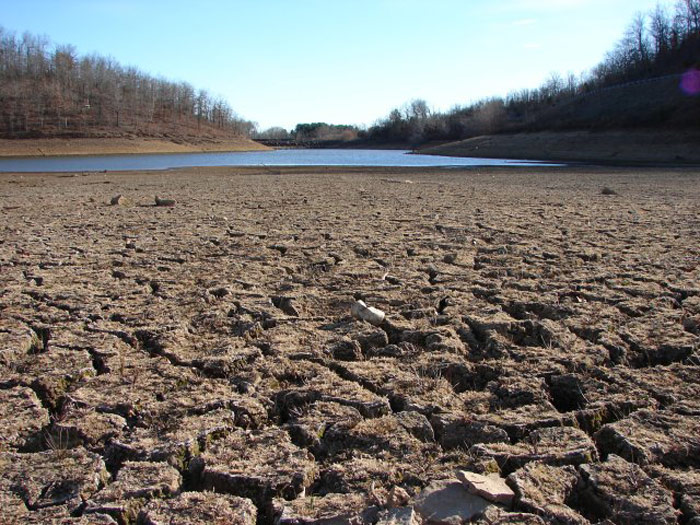
Un lecho de lago seco típico en California, que experimentó su peor megasequía en 1200 años en el año 2022. La sequía fue propiciada por el cambio climático. California racionó el agua en respuesta a esta emergencia.

Una megasequía es una sequía excepcionalmente severa, que dura muchos años y cubre un área bastante amplia.

## Definición
No existe una definición exacta para el término megasequía. El término fue utilizado por primera vez por Connie Woodhouse y Jonathan Overpeck en su artículo de 1998, 2000 Years of Drought Variability in the Central United States.  En este, se referían a dos períodos de severa sequía en los EE. UU., uno a fines del siglo XIII y el otro a mediados del siglo XVI.  El término se popularizó luego de que una severa sequía similar afectó al suroeste de los EE. UU. a partir del año 2000. 
El climatólogo Benjamin Cook sugirió que la definición sea una sequía excepcionalmente severa en comparación con el clima durante los 2000 años anteriores.  Esto todavía era bastante impreciso, por lo que la investigación ha sugerido medidas cuantitativas basadas en un índice de precipitación estándar.

## Causas
Las megasequías pasadas en América del Norte se han asociado con condiciones persistentes del fenómeno de La Niña durante varios años (temperaturas del agua más frías de lo normal en el Océano Pacífico oriental tropical).

## Impacto
Históricamente, las megasequías han llevado a la migración masiva de humanos lejos de las tierras afectadas por la sequía, lo que ha resultado en una disminución significativa de la población con respecto a los niveles previos a la sequía. Se sospecha que desempeñaron un papel principal en el colapso de varias civilizaciones preindustriales, incluidos los anasazi del suroeste de América del Norte,  el Imperio Khmer de Camboya,  los mayas de Mesoamérica,  los Tiwanaku de Bolivia, y la dinastía Yuan de China.
La región africana del Sahel, en particular, ha sufrido múltiples megasequías a lo largo de su historia, y la más reciente duró aproximadamente entre 1400 d. C. y 1750 d. C. América del Norte experimentó al menos cuatro megasequías durante el Período Cálido Medieval .

## Evidencia histórica

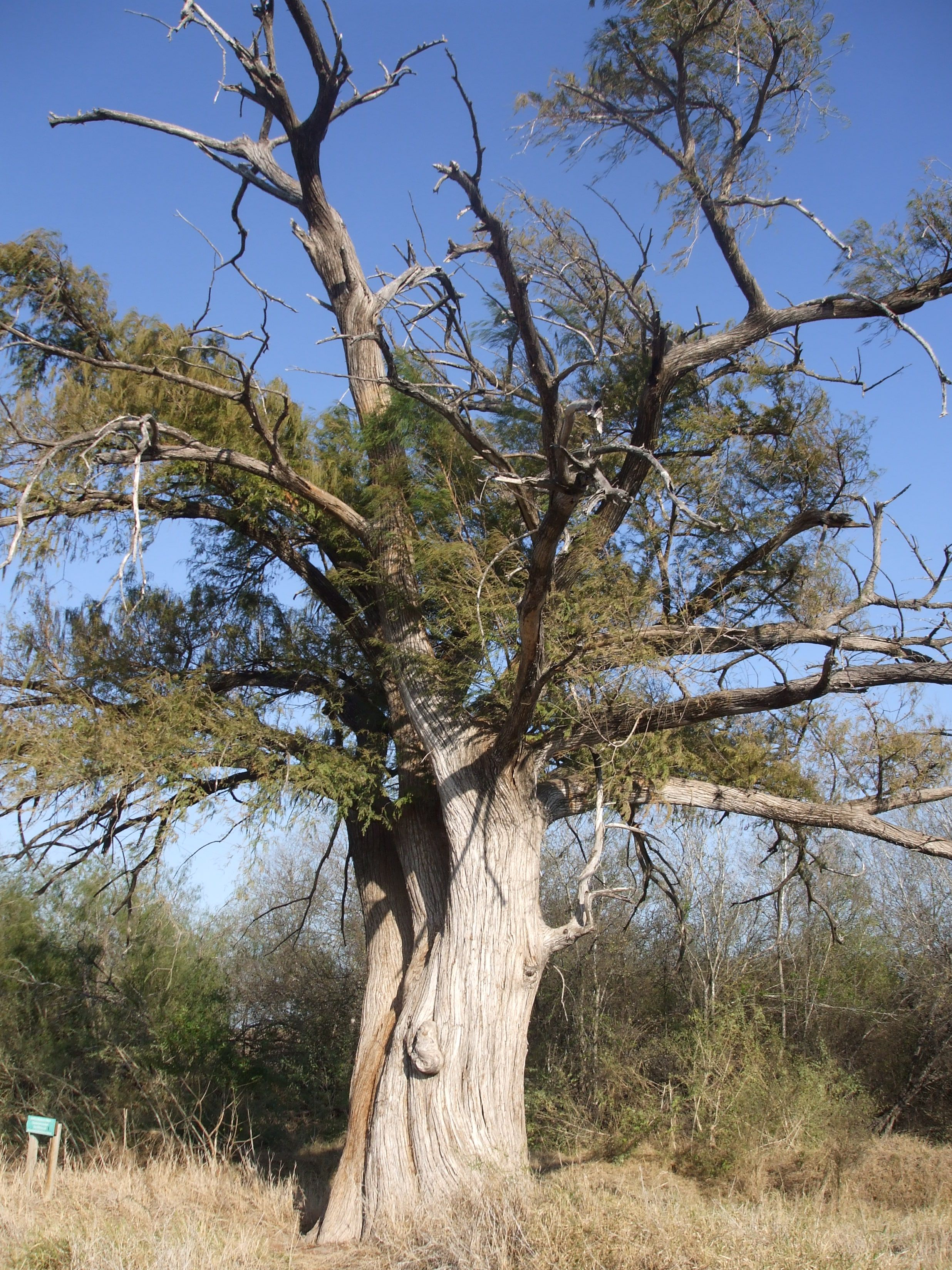
Ciprés calvo de Montezuma, 900 años

Hay varias fuentes para establecer la ocurrencia pasada y la frecuencia de las megasequías, que incluyen:
- Cuando ocurren megasequías, los lagos se secan y crecen los árboles y otras plantas en los lechos secos de los lagos. Cuando termina la sequía, los lagos se vuelven a llenar; cuando esto sucede los árboles se sumergen y mueren por las condiciones adversas. En algunos lugares, estos árboles se han conservado y se pueden estudiar dando fechas precisas de radiocarbono, y se pueden estudiar en los anillos de los mismos árboles muertos hace mucho tiempo. Tales árboles se han encontrado en los lagos Mono y Tenaya en California, el lago Bosumtwi en Ghana ; y varios otros lagos.[10]
- Dendrocronología, la datación y el estudio por medio de los anillos anuales de los árboles. Los datos de los anillos de los árboles indican que los estados deloeste de los EE. UU. han experimentado sequías que duraron diez veces más que cualquier cosa que se haya visto en los EE. UU. modernos. Según los datos derivados de los anillos anuales de los árboles, la NOAA ha registrado patrones de sequías que cubren la mayor parte de los EE. UU. cada año desde el siglo XVIII. Ciertas especies de árboles han dado evidencia durante un período más largo, en particular los cipreses de Moctezuma y los pinos de Bristlecone. La Universidad de Arkansas ha producido una cronología de las condiciones climáticas en el centro de México basada en anillos de árboles de 1238 años mediante el examen de muestras de núcleo tomadas de árboles vivos de ciprés de Moctezuma.[cita requerida]
- Muestras de núcleos de sedimentos tomadas en la caldera volcánica en Valles Caldera, Nuevo México y otros lugares. Los núcleos de Valles Caldera se remontan a 550.000 años y muestran evidencias de megasequías que duraron hasta 1.000 años durante la época del Pleistoceno medio, durante la cual las lluvias de verano eran casi inexistentes. Los restos de plantas y polen encontrados en muestras de núcleo del fondo de los lagos también se han estudiado y agregado al registro.[cita requerida]
- Corales fósiles en el atolón de Palmyra . Usar la relación entre las temperaturas de la superficie del mar del Pacífico tropical y la proporción de isótopos de oxígeno en los corales vivos para convertir los registros de corales fósiles en temperaturas de la superficie del mar. Esto se ha utilizado para establecer la ocurrencia y frecuencia de las condiciones de La Niña.[11]

## Megasequías notables
- Durante una megasequía de 200 años en la Sierra Nevada que duró desde el siglo IX hasta el siglo XII, los árboles crecían en la costa recién expuesta en Fallen Leaf Lake, luego, cuando el lago volvió a crecer, los árboles se preservaron bajo agua fría.[12] Sin embargo, una expedición de 2016-2017 del Proyecto Undersea Voyager encontró evidencia de que los árboles antiguos no crecieron allí durante una antigua sequía, sino que se deslizaron hacia el lago durante uno de los muchos eventos sísmicos que han ocurrido en la cuenca Tahoe desde que fue formado.[13][14]
- En México hubo una megasequía que inició con la sequía de 1540[15]  y que no acabó sino hasta 1579[16] ó 1580.[17]  Ha sido la peor de los últimos 700 años.[16]
- La mega sequía de 2000 al presente en el suroeste de América del Norte fue el período de 22 años más seco en la región desde al menos 800. Tanto 2002 como 2021 fueron más secos que cualquier otro año en casi 300 años y fueron, respectivamente, los años 11 y 12 más secos entre 800 y 2021.[18]  Los «ríos atmosféricos» de 2024 produjeron las más abundantes lluvias desde 2004.[19]